# Muerte de Aymán az Zawahirí
La muerte de Aymán az Zawahirí, líder del grupo yihadista Al Qaeda, ocurrió el 31 de julio de 2022 en Kabul, Afganistán, a través de un ataque con aviones no tripulados de los Estados Unidos.
Az Zawahirí fue uno de los planificadores de los ataques del 11 de septiembre de 2001 contra los Estados Unidos. Sucedió a Osama bin Laden como líder de Al Qaeda después de que bin Laden fuera asesinado por las fuerzas estadounidenses en Pakistán el 2 de mayo de 2011.
Fue localizado y rastreado por la Agencia Central de Inteligencia (CIA) meses antes de su muerte. Después de recibir la autorización del presidente de Estados Unidos, Joe Biden, para iniciar el ataque, la CIA disparó dos misiles Hellfire contra el balcón de la casa de az Zawahirí, matándolo.
El ataque se produjo casi un año después de la conclusión de la guerra en Afganistán. Funcionarios estadounidenses calificaron la presencia de az Zawahirí en Afganistán como una violación del acuerdo para la retirada de las fuerzas estadounidenses del país, según el cual los talibanes no permitirían ningún santuario a los miembros de Al Qaeda. Tras el ataque, miembros de la red Haqqani intentaron encubrir la muerte de az Zawahirí, aunque Estados Unidos pudo confirmarlo. En respuesta al ataque, Biden emitió un comunicado anunciando la muerte de az Zawahirí, calificándolo de "liberación de la justicia".

## Antecedentes
Ayman al-Zawahiri era un líder de la organización militante extremista al-Qaeda y el adjunto de su líder Osama bin Laden. Fue uno de los planificadores de los ataques del 11 de septiembre. Posteriormente, el presidente estadounidense George W. Bush publicó una lista de los terroristas más buscados de la Oficina Federal de Investigaciones, designando a al-Zawahiri como el segundo más buscado detrás de bin Laden. Mientras bin Laden dirigía al-Qaeda, muchos observadores vieron a al-Zawahiri como responsable de sus operaciones. Sin embargo, eludió constantemente la persecución y los intentos de asesinato durante décadas, abarcando las presidencias de Bush, Barack Obama y Donald Trump.
A finales de 2001, bin Laden y al-Zawahiri eludieron el control de las fuerzas estadounidenses durante su invasión de Afganistán, que al-Qaeda utilizó como base bajo el gobierno de los talibanes. Bin Laden fue asesinado en una redada estadounidense en Abbottabad, Pakistán, en 2011, con al-Zawahiri asumiendo el control de una debilitada al-Qaeda. En 2016, se informó que había hecho todo lo posible para evadir a las fuerzas estadounidenses, utilizando una pantalla verde para enmascarar su entorno mientras entregaba mensajes de video. Las autoridades estadounidenses creían que se escondía en el área a lo largo de la Línea Durand, la frontera entre Afganistán y Pakistán.
En 2020, después de casi 20 años de guerra, el gobierno de Estados Unidos negoció un acuerdo de retirada con los talibanes en virtud del cual los talibanes acordaron no proporcionar un refugio seguro para las personas involucradas con al-Qaeda y otras organizaciones terroristas. Cuando las fuerzas estadounidenses comenzaron a retirarse en 2021, los talibanes lanzaron una gran ofensiva insurgente y rápidamente recapturaron Afganistán tras la Caída de Kabul en 2021. 

## Preparativos
Meses antes del asesinato, la Comunidad de Inteligencia de Estados Unidos rastreó los movimientos de la familia de al-Zawahiri. Se enteraron de que la familia de al-Zawahiri se trasladó a una casa de seguridad en Kabul después de su recaptura por los talibanes. Posteriormente, el propio al-Zawahiri se unió a ellos después de trasladarse de Pakistán. [9] Según los informes, el edificio era propiedad de un alto asesor del funcionario talibán Sirajuddin Haqqani, y estaba ubicado en Sherpur, un barrio en el centro de Kabul.
A principios de abril de 2022, Jonathan Finer, asesor adjunto de seguridad nacional de Biden, y Elizabeth Sherwood-Randall, asesora de seguridad nacional, fueron los primeros en ser informados sobre la ubicación de al-Zawahiri. Biden fue informado por el asesor de seguridad nacional Jake Sullivan. Durante mayo y junio, funcionarios estadounidenses verificaron la información y prepararon varias opciones para que Biden llevara a cabo el asesinato.

## Operación
A las 6:18 a. m. hora local, mientras al-Zawahiri estaba parado afuera del balcón de su casa —en un barrio de Sherpur, en Kabul un avión no tripulado operado por la Agencia Central de Inteligencia (CIA) disparó dos misiles al objetivo, Al-Zawahiri murió, pero los otros ocupantes de la casa resultaron ilesos. La variante Hellfire es ampliamente considerada como la R9X, a menudo llamada la "bomba ninja" y el "Flying Ginsu" debido a su uso de cuchillas emergentes en la ojiva en lugar de explosivos. La variante fue diseñada para ser utilizada contra objetivos humanos específicos para minimizar el daño colateral AGM-114 Hellfire.

## Respuesta de Al Qaeda
A partir de febrero de 2023, al Qaeda aún no había confirmado el asesinato de az Zawahirí ni ha nombrado públicamente a su sucesor. El 23 de diciembre de 2022 incluso lanzaron "una nueva grabación" de Zawahirí, aunque no contenía indicaciones de cuándo se hizo, y su imagen continúa siendo utilizada en sus publicaciones.
En febrero de 2023, las Naciones Unidas informaron que muchos países miembros creían que Saif al-Adel era el sucesor de facto de al-Zawahiri, pero al-Qaeda no lo había nombrado formalmente para evitar probablemente el escrutinio contra los talibanes por dar refugio a este último y debido a que vive en Irán.

## Reacciones

### Reacciones estadounidenses
En un discurso televisado, el presidente Biden declaró que "se había hecho justicia", citando la participación de al-Zawahiri en los ataques del 11 de septiembre como justificación para el ataque. también afirmó que las fuerzas estadounidenses encontrarían y eliminarían a cualquiera que fuera una amenaza para los Estados Unidos.
El secretario de Estado Antony Blinken acusó a los talibanes de "violar gravemente" el acuerdo de retirada al dar refugio a al-Zawahiri. El portavoz del Consejo de Seguridad Nacional, John Kirby, advirtió a los talibanes que cumplieran con el acuerdo si querían reconocimiento y financiamiento internacional.
El Departamento de Estado emitió una "Alerta de Precaución Mundial" el 2 de agosto, advirtiendo de un mayor potencial de simpatizantes de al-Qaeda atacando a los estadounidenses después del ataque e instando a los ciudadanos estadounidenses que viajan a otros países a permanecer cautelosos.
Los senadores pertenecientes al Partido Republicano elogiaron las acciones de Biden, incluidos Marco Rubio y Joni Ernst. El líder de la minoría del Senado, Mitch McConnell, instó a la administración de Biden a adoptar un plan de seguridad integral en Afganistán.

### Reacción del gobierno Talibán
Los talibanes no confirmaron la muerte de az Zawahirí y condenaron la operación como un ataque contra una casa residencial vacía. Se informó que la organización se encontraba en un dilema político, equilibrando su necesidad de reconocimiento internacional y los llamados internos para tomar represalias contra los Estados Unidos.